# Torsten Eymann
Torsten Eymann (* 1966) ist ein deutscher Wirtschaftsinformatiker und Inhaber des Lehrstuhls für Wirtschaftsinformatik an der Universität Bayreuth.

## Werdegang
Eymann wurde 1966 geboren und besuchte das Katharineum zu Lübeck, wo er auch sein Abitur ablegte. Nach seinem Wehrdienst absolvierte er 1987 bis 1990 eine Ausbildung zum Wirtschaftsinformatiker (BA) an der Wirtschaftsakademie Schleswig-Holstein und bei der Drägerwerke AG. 1990 bis 1996 studierte er Wirtschaftsinformatik an der Universität Mannheim. 1996 bis 2001 war er wissenschaftlicher Mitarbeiter am Institut für Informatik und Gesellschaft von Günther Müller an der Albert-Ludwigs-Universität Freiburg, wo er 2000 seine Promotion ablegte. Im Februar 2000 war er zu einem Forschungsaufenthalt in der Forschungsabteilung der British Telecom in Großbritannien. 2001 bis 2004 war er als wissenschaftlicher Assistent am Institut für Informatik und Gesellschaft, Abteilung Telematik tätig, dazwischen erneut zu einem Forschungsaufenthalt beim Hitachi Systems Development Laboratory in Japan. 2004 wurde er zunächst als Lehrstuhlvertretung an die Universität Bayreuth berufen, um schließlich den Lehrstuhl für Betriebswirtschaftslehre, insbesondere Wirtschaftsinformatik zu übernehmen. Im Jahr 2008 war er zu einem weiteren Forschungsaufenthalt an der Universitat Politècnica de Catalunya. Einen Ruf an die Universität Mannheim lehnte er 2010 ab. Seit 2011 ist Eymann Nachfolger von Heymo Böhler als Tagungspräsident des Bayreuther Ökonomiekongresses.

## Ehrungen
Promotionspreis des Forschungspreis Technische Kommunikation für seine Arbeit Avalanche – ein agentenbasierter dezentraler Koordinationsmechanismus für elektronische Märkte, Freiburg 2000